# Sanamxay
Sanamxay – dystrykt Laosu, znajdujący się w prowincji Attapu.

## Miejscowości
W dystrykcie znajduje się miasteczko Sanamxai oraz 56 miejscowości: Ban Bok, Ban Changhouay, Ban Cheng Tai, Ban Cheuk, Ban Chong-Ang, Ban Choumphoy, Ban Donfai, Ban Hahong, Ban Hatgnao, Ban Hinlat, Ban Ho, Ban Houaysip, Ban Inthi, Ban Kele, Ban Khampho, Ban Khout-Hout, Ban Koutnadi, Ban Koutsane, Ban Laogna, Ban Mai, Ban Makka, Ban Maknao, Ban Memo, Ban Nakala, Ban Nakoutdon, Ban Nalai, Ban Namkong, Ban Nam-Om, Ban Nonghin, Ban Nong Kham, Ban Nongkhoun, Ban Nongmoun, Ban Nongphu, Ban Nongset, Ban Nong Songhong, Ban Ouk Nua, Ban Ouk Tai, Ban Paong, Ban Phakkha, Ban Phalay, Ban Phapho, Ban Phommalu, Ban Phoungam, Ban Pouy, Ban Saming, Ban San, Ban Semon Nhuo, Ban Sempo, Ban Taong, Ban Tapa, Ban Thapho, Ban Thapun, Ban Thong, Ban Thongxai, Ban Xepian i Ban Xoutouat.